# Jorrit Bergsma
Jorrit Bergsma (* 1. Februar 1986 in Aldeboarn) ist ein niederländischer Eisschnellläufer, der sich auf die Langstrecken spezialisiert hat.

## Werdegang
Bergsma begann im Alter von sieben Jahren mit dem Schlittschuhlaufen. Im Weltcup debütierte Bergsma zu Beginn der Saison 2010/11 in Heerenveen und belegte dabei den neunten Rang über 5000 m. Beim dritten Weltcup der Saison in Hamar erreichte er mit dem dritten Platz über 10.000 m seine erste Podestplatzierung. Zu Beginn der folgenden Saison holte er in Tscheljabinsk über 5000 m seinen ersten Weltcupsieg. Im weiteren Saisonverlauf gewann in Heerenveen über 10.000 m und in Berlin im Massenstart. Des Weiteren erreichte er einmal über 5000 m und einmal über 10.000 m den zweiten Rang. Bei seiner ersten Einzelstrecken-WM-Teilnahme 2012 in Heerenveen schaffte er den Sprung aufs Podium. Über die 10.000-Meter-Strecke belegte er mit knapp 4 Sekunden Rückstand Platz zwei hinter seinem Landsmann Bob de Jong. Die Saison beendete er auf den dritten Platz im Gesamtweltcup über 5000/10.000 m und den zweiten Rang im Massenstartweltcup. In der Saison 2012/13 kam er im Weltcup zehnmal aufs Podest. Davon siegte er zweimal in der Teamverfolgung, einmal im Massenstart und einmal über 10.000 m. Bei der Einzelstrecken-WM 2013 in Sotschi überraschte Bergsma den mehrfachen Weltmeister Sven Kramer über die 10.000-Meter-Strecke und gewann so seine erste WM-Goldmedaille. Über 5000 m holte Bergsma zudem noch die Silbermedaille, diesmal knapp geschlagen von Sven Kramer. Zum Saisonende gewann er erstmals die Gesamtwertung über die 5000-/10.000-Meter-Distanzen und wurde fünfter im Massenstartweltcup. Zu Beginn der folgenden Saison belegte er im Weltcup über 5000 m in Calgary den zweiten Platz und in Salt Lake City den dritten Rang. Im weiteren Saisonverlauf holte er vier Weltcupsiege, davon einen in der Teamverfolgung und drei über 5000 m und gewann damit wie im Vorjahr die Gesamtwertung über die 5000/10.000-Meter-Distanzen. Bei seiner ersten Olympiateilnahme 2014 in Sotschi wurde er Olympiasieger über 10.000 m. Zudem gewann er Bronze über 5000 m.
In der Saison 2014/15 erreichte Bergsma im Weltcup über 5000 m drei Siege und einmal den zweiten Rang. Im Massenstart gewann er einmal und wurde einmal Zweiter. Bei den Einzelstreckenweltmeisterschaften 2015 in Heerenveen holte er die Silbermedaille über 5000 m und die Goldmedaille über 10.000 m. Zum Saisonende erreichte er den fünften Platz im Großen Gesamtweltcup und den vierten Platz im Massenstartweltcup. Den Gesamtweltcup über 5000/10.000 m gewann er zum dritten Mal in Folge. Zu Beginn der folgenden Saison belegte er beim Weltcup in Calgary über 5000 m und im Massenstart jeweils den zweiten Platz. Im weiteren Saisonverlauf errang er vier zweite Plätze und einen dritten Platz. Zudem holte er zwei Weltcupsiege und erreichte zum Saisonende den fünften Platz im Gesamtweltcup, den vierten Rang im Massenstart-Weltcup und den zweiten Platz im Gesamtweltcup über 5000/10.000 m. Bei den Einzelstreckenweltmeisterschaften 2016 in Kolomna gewann er die Silbermedaille über 5000 m und belegte den 21. Platz im Massenstart. Nach zwei zweiten Plätzen über 5000 m zu Beginn der Saison 2016/17, holte er fünf Siege und einen zweiten Platz und errang damit den dritten Platz im Massenstart-Weltcup, den zweiten Platz im Grandweltcup und den ersten Platz im Gesamtweltcup über 5000/10.000 m. Beim Saisonhöhepunkt, den Einzelstreckenweltmeisterschaften 2017 in Gangwon gewann er jeweils Silber über 5000 und 10.000 m und Gold in der Teamverfolgung.
Im folgenden Jahr errang Bergsma bei den Olympischen Winterspielen 2018 in Pyeongchang über 10.000 m Silber und überbot seine bisherige Bestzeit in dieser Disziplin. Bei den Einzelstreckenweltmeisterschaften 2019 in Inzell holte er Gold über 10.000 m. In der Saison 2019/20 wurde er in Minsk Zweiter über 5000 m und Erster im Massenstart und in Tomaszów Mazowiecki Zweiter im Massenstart und erreichte damit den siebten Platz im Massenstart-Weltcup und den sechsten Rang im Gesamtweltcup über 5000/10.000 m. Bei den Einzelstreckenweltmeisterschaften 2020 in Salt Lake City gewann er die Goldmedaille im Massenstart. In der folgenden Saison wurde er Dritter im Massenstart-Weltcup und holte bei den Einzelstreckenweltmeisterschaften in Heerenveen die Silbermedaille über 10.000 m.
Bergsma wurde 2012 niederländischer Meister über 5000 m. 2013, 2015, 2017, 2018, 2019 und 2020 siegte er bei niederländischen Meisterschaften über 10.000 m.

## Persönliche Bestzeiten
- 500 m: 38,25 s (aufgestellt am 27. Dezember 2014 in Heerenveen)
- 1000 m: 1:14:30 min (aufgestellt am 20. Dezember 2014 in Heerenveen)
- 1500 m: 1:47,08 min (aufgestellt am 2. November 2013 in Calgary)
- 3000 m: 3:39,79 min (aufgestellt am 3. November 2013 in Calgary)
- 5000 m: 6:06,93 min (aufgestellt am 10. November 2013 in Calgary)
- 10.000 m: 12:37,72 min (aufgestellt am 28. Dezember 2020 in Heerenveen)

## Teilnahmen an Weltmeisterschaften und Olympischen Winterspielen

### Olympische Spiele
- 2014 Sotschi: 1. Platz 10.000 m, 3. Platz 5000 m
- 2018 Pyeongchang: 2. Platz 10.000 m
- 2022 Peking: 4. Platz 10.000 m, 5. Platz 5000 m, 9. Platz Massenstart

### Einzelstrecken-Weltmeisterschaften
- 2012 Heerenveen: 2. Platz 10.000 m
- 2013 Sotschi: 1. Platz 10.000 m, 2. Platz 5000 m
- 2015 Heerenveen: 1. Platz 10.000 m, 2. Platz 5000 m, 19. Platz Massenstart
- 2016 Kolomna: 2. Platz 5000 m, 21. Platz Massenstart
- 2017 Gangwon: 1. Platz Teamverfolgung, 2. Platz 10.000 m, 2. Platz 5000 m, 14. Platz Massenstart
- 2019 Inzell: 1. Platz 10.000 m, 12. Platz 5000 m
- 2020 Salt Lake City: 1. Platz Massenstart, 4. Platz 10.000 m, 8. Platz 5000 m
- 2021 Heerenveen: 2. Platz 10.000 m, 5. Platz 5000 m, 7. Platz Massenstart

## Weltcupsiege

### Weltcupsiege im Einzel
| Nr. | Datum             | Ort           | Disziplin   |
| --- | ----------------- | ------------- | ----------- |
| 1.  | 19. November 2011 | Tscheljabinsk | 5000 m      |
| 2.  | 3. Dezember 2011  | Heerenveen    | 10.000 m    |
| 3.  | 1. März 2012      | Berlin        | Massenstart |
| 4.  | 25. November 2012 | Kolomna       | Massenstart |
| 5.  | 2. Dezember 2012  | Astana        | 10.000 m    |
| 6.  | 8. Dezember 2013  | Berlin        | 5000 m      |
| 7.  | 7. März 2014      | Inzell        | 5000 m      |
| 8.  | 16. März 2014     | Heerenveen    | 5000 m      |
| 9.  | 6. Dezember 2014  | Berlin        | 5000 m      |
| 10. | 14. Dezember 2014 | Heerenveen    | Massenstart |
| 11. | 31. Januar 2015   | Hamar         | 5000 m      |
| 12. | 21. März 2015     | Erfurt        | 5000 m      |
| 13. | 5. Dezember 2015  | Inzell        | 5000 m      |
| 14. | 20. November 2016 | Nagano        | Massenstart |
| 15. | 11. Dezember 2016 | Heerenveen    | 10.000 m    |
| 16. | 11. März 2017     | Stavanger     | 5000 m      |
| 17. | 16. November 2019 | Minsk         | Massenstart |
| 18. | 30. Januar 2021   | Heerenveen    | Massenstart |
| 19. | 2. Februar 2025   | Milwaukee     | Massenstart |

### Weltcupsiege im Team
| Nr. | Datum             | Ort        | Disziplin        |
| --- | ----------------- | ---------- | ---------------- |
| 1.  | 1. Dezember 2012  | Astana     | Teamverfolgung 1 |
| 2.  | 2. März 2013      | Erfurt     | Teamverfolgung 2 |
| 3.  | 7. Dezember 2013  | Berlin     | Teamverfolgung 3 |
| 4.  | 11. Dezember 2015 | Heerenveen | Teamverfolgung 4 |
| 5.  | 19. November 2016 | Nagano     | Teamverfolgung 5 |
| 6.  | 11. März 2017     | Stavanger  | Teamverfolgung 6 |